# Veronikanätfjäril
Veronikanärfjäril (Melitaea britomartis) är en art i insektsordningen fjärilar som tillhör familjen praktfjärilar.

## Kännetecken
Veronikanätfjärilen har som andra nätfjärilar ett nätliknande vingmönster. Grundfärgen är mörkbrun till svartbrun med ljusare brunröda till brungula fläckar. Hanar och honor är lika, förutom att honorna är något ljusare i färgerna. Vingbredden är 29 till 34 millimeter.

## Utbredning
Veronikanätfjärilen finns i Europa, i norra Italien, på Balkanhalvön och i Bulgarien i ett mindre antal utspridda områden, samt från södra Tyskland och österut till Ryssland. Den finns också i norra Asien (Sibirien, Mongoliet, Korea). I Sverige har den hittats i Småland, Östergötland, Södermanland, Uppland, Västmanland, Dalarna, Gästrikland, Hälsingland och på Öland. Dock har arten i Sverige under 1900-talet minskat kraftigt och idag (2015) finns den endast i två mindre populationer i Småland (Kalmar län) och Västergötland. Arten saknas i Finland.

### Status
I Sverige är veronikanätfjärilen klassad som akut hotad. Flera populationer har under senare år försvunnit. De största hoten mot arten är habitatförlust genom igenväxning, insamling och för hårt betestryck. Den är klassad som hotad också i Tyskland och som sårbar i Italien.

## Levnadssätt
Veronikanätfjärilen har flera speciella krav på sin livsmiljö, som är blomsterrika ängsmarker och ohävdade betesmarker. Dessa ska ligga vindskyddat, det vill säga helst vara omgivna av skog och inte vara för stora. Åtminstone teveronika, som är en viktig yngelväxt i många områden, gynnas av slåtter och hämmas av gödsling. I takt med att den gamla formen av bete, där vissa marker utnyttjades medan andra låg vilande i flera år, allt mera har ensatts av modernare metoder har veronikanätfjärilens habitat allt mera minskat, vilket har gjort den mer sällsynt.

### Fortplantning
I Sverige är veronikanätfjärilens flygperiod normalt från mitten av juni till slutet av juli. Honan lägger ägg på undersidan av bladen till örter som veronika- och grobladsarter, alltid i söderläge och gärna på platser där den övrig vegetation är lägre än värdväxten, så att äggen bättre kan värmas av solen. Äggen läggs i grupper på 40 till 80 ägg i varje grupp och kläcks efter två till tre veckor. Larverna växer långsamt och övervintrar i ett gemensam spunnet skydd, kallat spånad, bland värdväxternas blad. I början av juni året därpå förpuppar de sig och efter tio till tjugo dagar kommer den fullbildade fjärilen fram.